# Rolf Weber (Politiker)

Rolf Weber (1971)

Rolf Weber (* 13. März 1923 in St. Gallen; † 29. Februar 2000 in Arbon TG, heimatberechtigt in Zürich) war ein Schweizer Jurist und Politiker (SP).

## Leben
Max Rudolf, genannt Rolf, Weber wuchs in Bern auf, wo er von 1938 bis 1942 das städtische Gymnasium besuchte. Sein Vater war der Finanzwissenschaftler, Gewerkschaftsfunktionär und spätere Bundesrat Max Weber. Nach der Matura studierte Weber an der Universität Bern die Rechte. 1948 erlangte er das Fürsprecherpatent. Zwei Jahre später promovierte er mit einer Arbeit über die Verwaltungsrechtspflege des Bundesrates. 1949 übernahm er in Arbon das von Eduard Naef begründete Advokaturbüro. Daneben war er auch als nebenamtlicher Vizestatthalter tätig. 1954 wurde er ins Bezirksgericht Arbon gewählt, dem er bis zu seiner Pensionierung im Jahr 1988 als Präsident angehörte.
Am 15. Juli 1950 heiratete er Rosmarie Kocherhans (* 6. April 1925 in Muri bei Bern; † 31. August 1998 in Solothurn). Der Ehe entsprossen drei Kinder.

## Politik
1949 trat Rolf Weber der Sozialdemokratischen Partei bei. In der Sektion Arbon prägte er zusammen mit Ernst Rodel, Josef Rickenbach und anderen Persönlichkeiten das Parteileben. Von 1952 bis 1970 gehörte er der Exekutive der damaligen Ortsgemeinde Arbon, der sogenannten Ortsverwaltung an. 1953 wählten ihn die Stimmbürger in den Grossen Rat, dem er bis 1980 angehörte und den er im Amtsjahr 1969/70 präsidierte. 1965 wollte die SP Thurgau, die mit dem Romanshorner Rudolf Schümperli bereits im Regierungsrat vertreten war, mit Weber einen zweiten Sitz in der fünfköpfigen Exekutive erkämpfen. Dieses Vorhaben misslang. Weber unterlag seinem Gegenkandidaten Erich Böckli von der FDP. Von 1970 bis 1987 war Weber Nationalrat. Er rückte 1970 für den am 11. Januar 1970 im Amt verstorbenen Albert Bauer nach. 1975 war er als Nachfolger von SPS-Präsident Arthur Schmid im Gespräch. Als Nationalrat gehörte er während längerer Zeit der Kommission an, die die Bundesrichterwahlen vorbereitete. Rolf Weber beschäftigte sich insbesondere mit Verfassungsfragen. Er hätte mehrmals die Möglichkeiten gehabt, Bundesrichter zu werden. Die erstinstanzliche Gerichtstätigkeit am Bezirksgericht Arbon, die sich damals noch mit einem so gewichtigen politisches Mandat vertrug, behagte Weber indes stets mehr.